# Fröken Julie (balett)

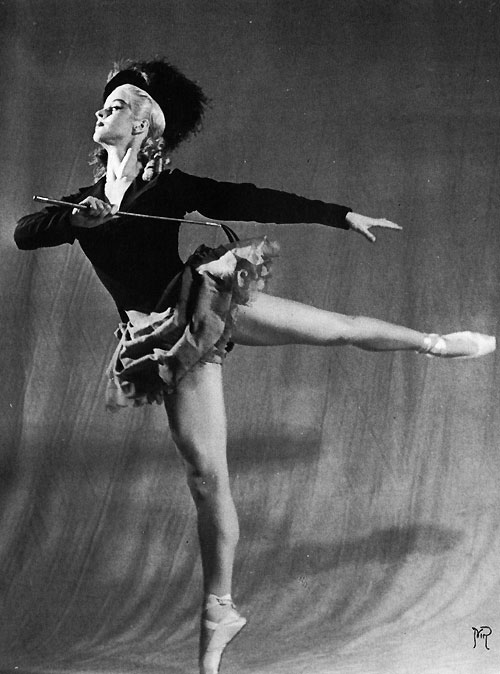
Elsa-Marianne von Rosen i titelrollen 1950.

Fröken Julie är en balett i en akt av Birgit Cullberg efter August Strindbergs skådespel och till musik av Ture Rangström.

## Historia
Baletten på Stockholmsoperan var styvmoderligt behandlad under 1940-talet. Det blev en ändring på detta efter iscensättningen av Birgit Cullbergs balett. Den var ett genomkomponerat psykologiskt dansdrama av helt annan typ än de dittills vanliga romantiska och tämligen ytliga baletterna. Fröken Julie skrevs för Elsa-Marianne von Rosen och Julius Mengarelli och Cullberg dansade själv i en roll. Baletten hade urpremiär i Riksteaterns regi i Västerås den 1 mars 1950. 
Operachefen Joel Berglund begav sig till Västerås för att se föreställningen. Det resulterade i att han engagerade balett, koreograf och ballerina och verket hade premiär på Stockholmsoperan på hösten samma år den 7 september 1950. Det var första gången Operan tog upp en svensk balett, som inte hade haft premiär på den egna scenen. Helt nytt var även att engagera en premiärdansös som inte hade utbildats på Operan. 

## Roller
- Julie
- Jean
- Kristin
- Julies fästman
- Fullbonden
- Bondfolk
- Anfäder